# エレニの帰郷
『エレニの帰郷』（エレニのききょう、原題: The Dust of Time）は、テオ・アンゲロプロス監督による2008年のギリシャ・ドイツ・カナダ・ロシア合作の映画。20世紀3部作の第2部にあたる本作は、2012年に交通事故で死去したアンゲロプロスの遺作となった（第一部は『エレニの旅』）。

## あらすじ
1999年のローマ。映画監督のA（ウィレム・デフォー）は、チネチッタ撮影所での作業中に、情緒不安定な娘エレニからの電話を受け取る。急いでアパートメントに戻り、娘の部屋に入ったAは、母のエレニ（イレーヌ・ジャコブ）から父のスピロス（ミシェル・ピコリ）に送られた手紙を見つける。
1953年のテミルタウ。エレニと友人のヤコブ（ブルーノ・ガンツ）は、ギリシャ難民の集会所にて、ロシア革命記念日の閲兵式のニュース映画を見ている。そこへ、スピロスがエレニを迎えにやって来る。ヤコブをその場に残し、エレニとスピロスは路面電車に飛び乗る。やがて路面電車は市役所前の広場で停車する。広場では、スターリンの死去を伝える放送が流れる。広場に集まっていた軍人と群衆が立ち去った深夜、2人は無人の路面電車のなかで交わる。その直後、2人は逮捕され、別々にシベリアへ送られる。
1956年のシベリア。エレニのいる刑務所にヤコブが収監される。モスクワにいるヤコブの姉が、エレニの息子の面倒を見てくれるという。エレニは、3歳になる息子のAをモスクワ行きの列車に乗せ、息子と別れる。
1973年の大晦日。エレニとヤコブは、国境を越え、ハンガリー人民共和国からオーストリアへ入国する。2人はアコーディオンの曲に合わせて踊り、新年を祝う。エレニは、ユダヤ人のヤコブにイスラエルへ向かうよう促し、ヤコブに別れを告げる。
1974年の夏。ニューヨークの郊外で、エレニはスピロスの家を探し当てる。しかし、スピロスが結婚していることを知ったエレニは、彼の家の前から無言で立ち去る。
1974年の冬。エレニはトロントで息子のAとの再会を果たす。Aは父のスピロスを車に乗せ、エレニの働くバーへ連れて行く。スピロスはひとりでバーに入店する。閉店時間を迎えた店内で、スピロスはエレニにプロポーズする。2人は抱き合い、キスを交わす。
1999年のベルリン。ヤコブが、エレニとスピロスの宿泊するホテルを訪ねる。3人は雨の中を外出する。地下鉄の駅の構内で、ジプシー音楽に合わせて踊っていると、エレニがめまいを起こす。スピロスがAに電話をかけたところ、孫娘エレニの所在がわかったという。ヤコブを残し、エレニとスピロスは孫娘エレニのいる廃墟へ向かう。そこでは、警察と特殊部隊が取り囲む中、ホームレスや麻薬中毒が廃墟の不法占拠を続けていた。エレニはひとりで建物に入って行き、孫娘エレニを見つける。エレニとスピロスは、Aと孫娘エレニの暮らすアパートメントへ行く。
重い病に冒されているエレニは、孫娘エレニの部屋でベッドに横たわっている。ヤコブが見舞いに訪れ、エレニに別れを告げる。その足で船着き場に向かったヤコブは、船に乗り込む。ヤコブは両手を広げ、シュプレー川に入水する。
2000年の元日に、エレニは息を引き取る。孫娘エレニが、エレニに呼びかけつづけるスピロスの手を握る。2人は窓辺に立ち、雪の降る外を眺める。
スピロスと孫娘エレニが、ブランデンブルク門の前の道をゆっくりと走ってくる。手に手を取った2人の顔には、朗らかな笑みが浮かんでいる。

## キャスト
- A - ウィレム・デフォー
- エレニ - イレーヌ・ジャコブ
- ヤコブ - ブルーノ・ガンツ
- スピロス - ミシェル・ピコリ
- ヘルガ - クリスティアーネ・パウル

## 製作
2007年に開始された撮影は、ロシア、カザフスタン、カナダ、アメリカ合衆国、ドイツ、イタリア、ギリシャにて、4か月間にわたって行われた。

## 発表
2008年11月22日、第49回テッサロニキ国際映画祭にて上映される。2009年2月12日、第59回ベルリン国際映画祭にて上映される。
日本ではアンゲロプロスの死後の2013年10月21日、第26回東京国際映画祭にて特別招待作品として上映される。翌2014年1月に東映の配給で全国公開された。この背景にはアンゲロプロスを20世紀の3大映画監督に挙げて尊敬し、その遺作を配給したいという岡田裕介社長（当時）の強い希望があった。

## 評価
Rotten Tomatoesでは15件のレヴューで支持率は67%、平均値は6.1点だった。
『The Hollywood Reporter』のピーター・ブルネットは、本作を「華麗と不合理の奇妙な混合」と評した。一方、『Variety』のデレク・エリーは、「困惑させるほど偉ぶった英語の台詞と入り込めない話の筋に満ちており、とりとめがなく、支離滅裂だ」と述べて、本作を批判した。
『Screen International』のダン・フェイナルは、「その献身的で誠実な演技にもかかわらず、イレーヌ・ジャコブとウィレム・デフォーは決して母親と息子には見えないが、ミシェル・ピコリは力強く権威のある存在感を示しており、ブルーノ・ガンツは最良の演技を披露している」と指摘した。また、アンドレアス・シナノスの撮影については「フレーミングから色彩構成、キャメラの動きにいたるまで、求められているイメージを完璧に理解している」と評価した。